# Kastelhorn
Das Kastelhorn ist ein 3128 m ü. M. hoher Berg in den Tessiner Alpen im südlichen Teil der Schweiz.
Er liegt nördlich des Basòdino auf dem Gebiet der Gemeinde Cevio an der Grenze zu Italien. Die einfachste Route zum Gipfel im Schwierigkeitsgrad L führt über den Westgrat.
Der Berg ist nicht zu verwechseln mit dem Chastelhorn im Kanton Uri oder dem Chly und Gross Chastelhorn im Kanton Wallis.